# Rupes Recta
La Rupes Recta è una struttura geologica della superficie della Luna situata nel Mare Nubium.

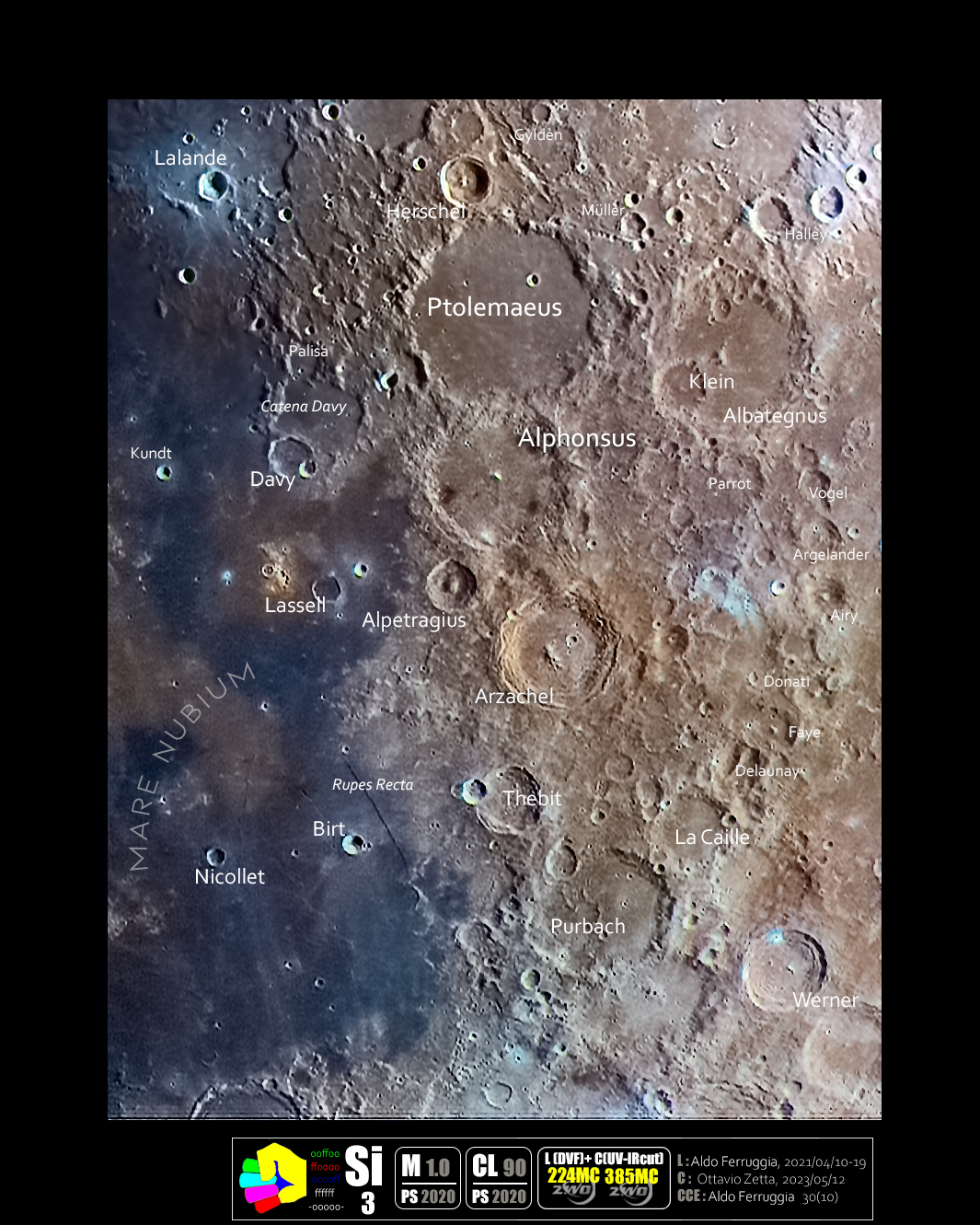
Rupes Recta con le strutture vicine in una Immagine Selenocromatica(Si)